# Эмпирическая психология
Эмпирическая психология — это направление в психологии, опирающееся на опыт и наблюдение как основной метод познания. Она развивалась как противовес умозрительным, философским интерпретациям психики, создавая основу для объективного изучения психических явлений через эксперименты и наблюдение. Это направление в психологии, ориентированное на исследование психических явлений с использованием научных методов, базирующихся на наблюдении, эксперименте и сборе объективных данных. Это подход, который стремится максимально исключить субъективизм и теоретические предположения, предпочитая опираться на опыт, наблюдения и систематический сбор данных, позволяя формулировать и проверять гипотезы о психике человека или животных.
В рамках эмпирической психологии акцент ставится на применение научного метода, который включает в себя разработку гипотез, сбор данных, их анализ и выводы, которые могут быть воспроизведены в других исследованиях. Эмпирическая психология отличается от других направлений тем, что она ориентируется на объективные, измеряемые данные, а не на теоретические концепции, часто далекие от реальной практики.  

## Методы эмпирической психологии
1. Наблюдение — это метод систематического и целенаправленного восприятия поведения и психических проявлений человека в естественных условиях. Оно фиксирует внешние реакции и действия без вмешательства исследователя. Наблюдение требует четкого плана и критериев регистрации данных для обеспечения объективности. Различают включенное наблюдение (исследователь становится частью ситуации) и не включенное наблюдение (наблюдатель остается сторонним лицом). Например, наблюдение за детьми на перемене помогает фиксировать их поведенческие модели и социальные взаимодействия.
2. Эксперимент — метод активного вмешательства исследователя в процесс для выявления причинно-следственных связей между явлениями. Суть эксперимента заключается в контролируемом изменении условий, что позволяет регистрировать реакции испытуемого. Эксперимент бывает лабораторным (в искусственных, контролируемых условиях) и естественным (в реальной обстановке). Важное преимущество метода — возможность повторяемости и контроля над переменными. Например, в исследовании влияния стресса на внимание можно искусственно ввести стрессовый фактор и оценить результаты тестов.
3. Тестирование — стандартизированный метод диагностики, направленный на количественное и качественное измерение психических свойств и состояний личности. Тесты должны обладать валидностью (измерять то, что нужно) и надежностью (давать стабильные результаты). Используются интеллектуальные, личностные и проективные тесты. Например, тесты интеллекта (Векслера) измеряют когнитивные способности, а личностные опросники (Кеттелла, MMPI) выявляют особенности характера.
4. Анкетирование — метод сбора данных через серию вопросов, на которые испытуемый отвечает письменно или устно. Вопросы могут быть открытыми (свободный ответ) или закрытыми (выбор из вариантов). Анкетирование позволяет получать субъективные данные о мотивах, установках и мнениях человека. Например, анкетирование студентов помогает изучить их уровень стресса и удовлетворенность образовательной средой.
5. Беседа — метод получения информации через целенаправленный диалог, в ходе которого исследователь задает вопросы, позволяющие глубже понять личностные особенности человека. Беседа требует доверительных отношений и умения интерпретировать ответы испытуемого. Например, при изучении подростков исследователь может с помощью беседы выяснить их жизненные ценности и интересы.
6. Анализ продуктов деятельности — метод изучения результатов человеческой активности (рисунков, сочинений, дневников), позволяющий судить о психических особенностях личности. Этот метод основан на идее, что продукты деятельности отражают внутренний мир человека. Например, рисунок ребенка может указывать на его эмоциональное состояние и восприятие окружающего мира.
7. Социометрический метод — способ изучения межличностных отношений в группе путем выявления симпатий, антипатий и социальной структуры. Социометрия используется для диагностики статуса членов группы (лидеры, изолированные участники). Например, в классе социометрическое исследование помогает выявить неформальные связи и определить детей, нуждающихся в дополнительной поддержке [1].[1]

## История развития
1.	Философские предпосылки эмпирической психологии
Истоки эмпирической психологии уходят в философию. Научный подход к изучению психики стал возможен благодаря развитию эмпиризма в философии.
Фрэнсис Бэкон в своих работах заложил основы эмпирического подхода, утверждая, что познание опирается на наблюдение и опыт.
Джон Локк в труде «Опыт о человеческом разуме» ввел идею, что сознание человека формируется через сенсорный опыт, отвергая врожденные идеи [2].
2.	Психология как самостоятельная эмпирическая наука (XIX век)
Научная психология родилась в XIX веке благодаря экспериментальному подходу и систематизации методов.
Густав. Ф в книге «Элементы психофизики» (1860) разработал основы психофизики — направления, которое исследовало связь между физическими стимулами и ощущениями. Он стал пионером количественного измерения в психологии.
Вильгельм Вундт в 1879 году открыл первую психологическую лабораторию в Лейпциге, заложив основу экспериментальной психологии. В книге «Основы физиологической психологии» (1874) Вундт предложил систематическое изучение психических процессов через эксперимент и наблюдение [3].
3.	Развитие методов эмпирической психологии (конец XIX — начало XX века)
В этот период на первый план выходят методы наблюдения, эксперимента и тестирования:
Герман. Э в работе «О памяти» (1885) впервые применил эксперимент для изучения памяти и вывел знаменитую кривую забывания.[4].
Альфред. Б Теодор Симон разработали первые тесты интеллекта для диагностики умственного развития детей (1905) [5].
4.	Развитие эмпирической психологии в XX веке
XX век стал временем активного использования эмпирических методов во всех направлениях психологии:
Бихевиоризм (Дж. Уотсон, Б. Скиннер) использовал эксперимент для изучения поведения, отказавшись от изучения сознания. Например, работы Скиннера «Наука и поведение человека» (1953) подтвердили роль экспериментального анализа поведения.
Гуманистическая психология (А. Маслоу, К. Роджерс) включила эмпирические методы для изучения личности и самоактуализации человека. Маслоу в книге «Мотивация и личность» (1954) предложил иерархию потребностей, обоснованную наблюдениями и интервью [6].
5.	Современная эмпирическая психология
Современные психологи активно используют сочетание качественных и количественных методов. Развитие технологий позволило создать новые методы исследования:
Эксперименты стали компьютеризированными (когнитивная психология).
Нейропсихология активно использует эмпирические исследования на основе данных функциональной магнитно-резонансной томографии (fMRI) 

## Основные аспекты эмпирической психологии
1.	Исторические корни и развитие:
Эмпирическая психология возникла на основе идей эмпиризма XVII-XVIII веков (Дж. Локк, Д. Юм). В середине XIX века школа эмпирической психологии соединила в себе наблюдение и индуктивное познание психических явлений. Она подготовила переход к экспериментальной психологии, что способствовало научному подходу к изучению сознания и поведения [7].
2.	Методы и подходы:
Эмпирические методы включают самонаблюдение, наблюдение за поведением и контролируемый эксперимент. Развитие эмпиризма разделило подходы на естественнонаучный (объективное наблюдение за сознанием и поведением) и субъективный («чистый опыт», феноменология) [13][14][15].
3.	Философские аспекты:
Леонид Дорфман в своей книге «Эмпирическая психология. Исторические и философские основы» указывает на различия между эмпиризмом и рационализмом, а также на роль холизма и атомизма в психологическом знании. Холизм рассматривает психику как целостную систему, тогда как атомизм стремится разложить психические явления на элементы [8].

## Связь эмпирической психологии с другими научными направлениями
Философия
Эмпирическая психология имеет прочные философские корни, восходящие к идеям эмпиризма — направления, утверждающего, что познание мира основано на опыте.
•	Фрэнсис Бэкон впервые предложил метод индукции, подчеркивая важность наблюдения и эксперимента в познании. Его идеи подготовили почву для научного метода, ставшего основой эмпирической психологии [9].
•	Джон Локк развил концепцию “tabula rasa” (чистая доска), утверждая, что сознание человека формируется под влиянием внешнего опыта и ощущений. Локк отрицал врожденные идеи и подчеркивал роль восприятия [10].
•	Дэвид Юм продолжил идеи Локка, развив теорию ассоциаций: человеческое мышление основывается на связи между ощущениями и опытом. Юм утверждал, что наши знания не являются врожденными, а возникают на основе восприятия и наблюдения [11].
Естественные науки
Эмпирическая психология тесно связана с развитием естественных наук, таких как биология, физиология и физика:
•	Физиология: Исследования нервной системы и рефлексов (И.П. Павлов, И.М. Сеченов) заложили основу для изучения психических явлений через эксперименты [12].
•	Биология: Теории эволюции Чарльза Дарвина повлияли на эмпирическое изучение поведения и адаптации живых существ.
•	Физика и механика: Принципы точности и объективности измерений из физики были перенесены в психологические исследования, что способствовало появлению психофизики (Густав Фехнер).
Экспериментальная психология
Эмпирическая психология подготовила почву для экспериментальной психологии, которая зародилась в конце XIX века.
•	Вильгельм Вундт открыл первую лабораторию экспериментальной психологии в Лейпциге (1879), где активно использовались методы самонаблюдения и контролируемого эксперимента [3].
•	Герман Эббингауз впервые применил эмпирические методы для исследования памяти, создав знаменитую кривую забывания.
Таким образом, эмпиризм стал отправной точкой для объективного и научного подхода к изучению сознания и поведения [4].

## Основные представители эмпирической психологии
1. Фрэнсис Бэкон (1561–1626)
Вклад: Разработал индуктивный метод познания — переход от частных наблюдений к общим выводам. Он утверждал, что наука должна опираться на опыт и эксперимент.
Работа: «Новый Органон» (1620).
Значение: Бэкон заложил основу для научного метода, который стал неотъемлемой частью эмпирической психологии.
2. Джон Локк (1632–1704)
Вклад: Развил идею “tabula rasa” — сознание человека изначально чисто и формируется через опыт. Познание возможно только через ощущения и восприятие.
Работа: «Опыт о человеческом разуме» (1690).
Значение: Локк отверг врожденные идеи и сделал акцент на чувственном опыте, став ключевой фигурой в философии эмпиризма.
3. Дэвид Юм (1711–1776)
Вклад: Разработал теорию ассоциативного мышления, согласно которой идеи и знания возникают из восприятия и соединяются на основе ассоциаций: по смежности, сходству или причинности.
Работа: «Трактат о человеческой природе» (1739).
Значение: Юм продвинул идеи эмпиризма, показав, что опыт — единственный источник познания.
4. Герман Эббингауз (1850–1909)
Вклад: Применил эмпирический метод для изучения памяти и процессов забывания. Поставил серию экспериментов, в которых изучал запоминание бессмысленных слогов.
Работа: «О памяти» (1885).
Значение: Эббингауз продемонстрировал, как эмпирические методы могут применяться для изучения когнитивных процессов, положив начало систематическому экспериментальному исследованию памяти.
5. Вильгельм Вундт (1832–1920)
Вклад: Считается основателем экспериментальной психологии. Вундт использовал методы самонаблюдения и лабораторный эксперимент для изучения восприятия и сознания.
Работа: «Основы физиологической психологии» (1874).
Значение: Вундт объединил философские идеи эмпиризма с экспериментальными методами, создав первую психологическую лабораторию в Лейпциге.
6. И.П. Павлов (1849–1936)
Вклад: Исследовал условные и безусловные рефлексы, доказав, что поведение можно изучать объективно и экспериментально.
Работа: Исследования условных рефлексов.
Значение: Павлов показал, что психические процессы можно наблюдать и измерять через физиологические реакции.